# Giuseppe Ariassi
Giuseppe Ariassi (Brescia, 4 luglio 1825 – Brescia, 13 gennaio 1906) è stato un pittore italiano.

## Biografia
Dopo aver frequentato l'Accademia di belle arti di Brera a Milano, divenne il principale discepolo di Francesco Hayez, ed ebbe allievo Francesco Filippini.
Dipinse soprattutto paesaggi, soggetti religiosi, pale d'altare, quadri sacri e ritratti, affrescando diverse chiese in Lombardia.
Per oltre trant'anni fu il Presidente della Pinacoteca Tosio Martinengo, diresse la scuola di disegno ad essa annessa e fu il principale organizzatore dell' "Esposizione bresciana" del 1878 nella Crocera di San Luca.

## Stile
Ebbe gusti accademici ma fu pittore di decorosa correttezza. Caratterizzato dall'uso di chiaroscuri di "spiccata efficacia".

## Musei
- Pinacoteca Tosio Martinengo
- Musei Civici di Arte e Storia di Brescia
- Università degli Studi di Brescia

## Premi
- Medaglia d'argento dell'Accademia di belle arti di Brera, per l'opera "Ezzelino da Romano", 1870

## Opere
- "Ezzelino da Romano" (1870)
- "Caino dopo l'uccisione di Abele" (1878)
- "S.Gioacchino", Galleria privata, Rio de Janeiro, Brasile
- "S.Colombano rimprovera il duca di Borgogna", parrocchia Gazzaniga (Bergamo),
- "S.Luigi e S.Carlo", Oriano (ora S.Paolo)
- "Giuseppe Gallia e di Giovanni Renica",  Università degli Studi di Brescia, Brescia (1885)